# Élections partielles québécoises de juin 2002
Les élections partielles québécoises du 17 juin 2002 ont lieu dans quatre circonscriptions (Berthier, Joliette, Lac-Saint-Jean et Vimont) à la suite de la démission de leurs députés, tous péquistes.
À la suite de l'élection, trois sièges basculent à l'Action démocratique du Québec, suivant l'exemple de l'élection partielle du mois précédent, celui de Lac-Saint-Jean restant de justesse au PQ.

## Berthier

### Contexte
Le député sortant, Gilles Baril, démissionne le 14 mai 2002.

### Résultat
|                                                                                               | Nom            | Parti               | Nombre de voix | %      | Maj.  |
| --------------------------------------------------------------------------------------------- | -------------- | ------------------- | -------------- | ------ | ----- |
|                                                                                               | Marie Grégoire | Action démocratique | 16 389         | 51 %   | 7 416 |
|                                                                                               | David Levine   | Parti québécois     | 8 973          | 27,9 % | -     |
|                                                                                               | Carole Majeau  | Libéral             | 6 771          | 21,1 % | -     |
| Total                                                                                         | Total          | Total               | 32 133         | 100 %  |       |
| Le taux de participation lors de l'élection était de 65,4 % et 515 bulletins ont été rejetés. |                |                     |                |        |       |

## Joliette

### Contexte
Guy Chevrette démissionne de son poste de ministre et de député de la circonscription de Joliette 29 janvier 2002, insatisfaits du poste que leur proposait Bernard Landry dans le gouvernement.

### Résultat
|                                                                                               | Nom                | Parti               | Nombre de voix | %      | Maj.  |
| --------------------------------------------------------------------------------------------- | ------------------ | ------------------- | -------------- | ------ | ----- |
|                                                                                               | Sylvie Lespérance  | Action démocratique | 10 970         | 38,4 % | 1 855 |
|                                                                                               | Michel Bellehumeur | Parti québécois     | 9 115          | 31,9 % | -     |
|                                                                                               | Pierre Delangis    | Libéral             | 7 064          | 24,7 % | -     |
|                                                                                               | Mathieu Lessard    | Indépendant         | 1 421          | 5 %    | -     |
| Total                                                                                         | Total              | Total               | 28 570         | 100 %  |       |
| Le taux de participation lors de l'élection était de 63,1 % et 823 bulletins ont été rejetés. |                    |                     |                |        |       |

## Lac-Saint-Jean

### Contexte
Jacques Brassard démissionne de son poste de ministre et de député de la circonscription de Lac-Saint-Jean 29 janvier 2002, insatisfait du poste que leur proposait Bernard Landry dans le gouvernement.

### Résultat
|                                                                                               | Nom                | Parti               | Nombre de voix | %      | Maj. |
| --------------------------------------------------------------------------------------------- | ------------------ | ------------------- | -------------- | ------ | ---- |
|                                                                                               | Stéphan Tremblay   | Parti québécois     | 10 924         | 43,5 % | 651  |
|                                                                                               | Jocelyn Fradette   | Action démocratique | 10 273         | 40,9 % | -    |
|                                                                                               | Jean-Claude Martel | Libéral             | 3 914          | 15,6 % | -    |
| Total                                                                                         | Total              | Total               | 25 111         | 100 %  |      |
| Le taux de participation lors de l'élection était de 61,8 % et 280 bulletins ont été rejetés. |                    |                     |                |        |      |

## Vimont

### Contexte
Le député sortant, David Cliche, démissionne le 30 janvier 2002.

### Résultat
|                                                                                               | Nom               | Parti               | Nombre de voix | %      | Maj.  |
| --------------------------------------------------------------------------------------------- | ----------------- | ------------------- | -------------- | ------ | ----- |
|                                                                                               | François Gaudreau | Action démocratique | 15 236         | 50 %   | 5 127 |
|                                                                                               | Vincent Auclair   | Libéral             | 10 109         | 33,2 % | -     |
|                                                                                               | Manon Sauvé       | Parti québécois     | 4 918          | 16,1 % | -     |
|                                                                                               | Régent Millette   | Indépendant         | 212            | 0,7 %  | -     |
| Total                                                                                         | Total             | Total               | 30 475         | 100 %  |       |
| Le taux de participation lors de l'élection était de 53,1 % et 304 bulletins ont été rejetés. |                   |                     |                |        |       |